# Бенче (Македонски Брод)
Бенче (мкд. Бенче) је насеље у Северној Македонији, у средишњем делу државе. Бенче припада општини Македонски Брод.

## Географија
Насеље Бенче је смештено у средишњем делу Северне Македоније. Од седишта општине, градића Македонски Брод, насеље је удаљено 45 km северно.
Рељеф: Бенче се налази у области Порече, која обухвата средишњи део слика реке Треске. Дато подручје је изразито планинско. Насеље је положено високо, на источним висијама Суве Горе. Надморска висина насеља је приближно 1.110 метара.
Клима у насељу је планинска због знатне надморске висине. 

## Историја
Почетком 20. века, као и Порече, становништво Бенча је било наклоњено српској народној замисли, па се месно становништво у изјашњавало Србима.

## Становништво
По попису становништва из 2002. године, Бенче је имало 43 становника.
Претежно становништво у насељу су етнички Македонци (100% према последњем попису).
Већинска вероисповест у насељу је православље.